# EM-10 Bielik
EM-10 Bielik (wcześniej Iskra II) – polski odrzutowy samolot szkolno-treningowy konstrukcji kompozytowej, zaprojektowany przez Edwarda Margańskiego. Oblot samolotu miał miejsce 4 czerwca 2003 roku. Rozwój samolotu został przerwany na etapie demonstratora technologii i samolot nie wszedł do produkcji seryjnej.

## Historia
Samolot powstał z własnej inicjatywy zespołu inżynierów, na czele z Edwardem Margańskim, jako demonstrator technologii przyszłościowego samolotu szkolno-treningowego w zakresie aerodynamiki i technologii kompozytowej. Oprócz funduszy prywatnych wspólników (2,5 mln zł wyłożył Andrzej Izdebski, udział w projekcie brał też Włodzimierz Mysłowski), projekt uzyskał dotację Komitetu Badań Naukowych w wysokości 2,5 mln zł. Samolot nie miał przenosić uzbrojenia ani systemów zarządzających walką, lecz być latającym symulatorem, symulując użytkowanie różnych rodzajów uzbrojenia i wyposażenia. Opracowany został w całości sposobem projektowania komputerowego i był pierwszym w Polsce samolotem, w którego konstrukcji wykorzystano w tak szerokim zakresie aerodynamikę obliczeniową. Założeniem były niskie koszty eksploatacji, także dzięki stosowaniu instalacji z samolotów cywilnych. Prototyp został oblatany w czerwcu 2003 r. przez Wiesława Cenę.

## Budowa

### Kadłub
Struktura kadłuba z przyczyn zarówno projektowych, jak i produkcyjnych – podzielona na trzy części:
- część przednia – kompozytowa, zawierająca dwumiejscową hermetyzowaną kabinę pilotów w układzie tandem, przednie podwozie, przedział wyposażenia elektronicznego oraz przedni zbiornik paliwa
- część środkowa (kompozytowa) mieszcząca w sobie główny integralny zbiornik paliwa o pojemności 850 l[5], podwozie główne oraz systemy hydrauliczne, paliwowe i elektroniczne
- część tylna – z przedziałem silnikowym, jako struktura ze stopów lekkich wzmacnianych elementami tytanowymi.

Większość konstrukcji samolotu wykonana jest z kompozytu zbrojonego włóknem węglowym.
Przewidywany dla samolotu był silnik K-15 z samolotu PZL I-22 Iryda, lecz jego pozyskanie nie udało się i samolot został przeprojektowany pod amerykański silnik General Electric CJ610 z samolotu Learjet (wypożyczony).

### Układ sterowania
W podstawowej wersji system sterowania poprzecznego i wzdłużnego mechaniczny – ze wspomaganiem hydraulicznym. W perspektywie planowany jest pośredni system sterowania z zastosowaniem komputera, który będzie symulował charakterystyki pilotażowe różnych samolotów. System zasilania w samolocie jest hydrauliczny, przeznaczony do zasilania podwozia, klap skrzydłowych oraz hamulców aerodynamicznego i hamulca podwozia, jak również wzmacniacza w układzie sterowania.
W podstawowej wersji wojskowej, jak i cywilnej samolot miał być wyposażony w standardowe wyposażenie radionawigacyjne. W wersji rozwiniętej – samolot wyposażony w system symulacyjny.